# CSKA-2 Kijów
CSKA-2 Kijów (ukr. Футбольний клуб «Центральний Спортивний Клуб Армії-Київ-2», Futbolnyj Kłub "Centralnyj Sportywnyj Kłub Armiji-Kyjiw-2") – ukraiński klub piłkarski z siedzibą w Kijowie. Założony w roku 1996.

## Historia
Chronologia nazw:
- 1994—1996: CSKA Kijów (ukr. ЦСКА Київ)
- 1996—2001: CSKA-2 Kijów (ukr. ЦСКА-2 Київ)

Druga drużyna piłkarska powstała w 1996 i reprezentowała wojsko na Ukrainie.
W środku sezonu 1994/95 na bazie boryspolskiego klubu FK Boryspol, który występował w Drugiej Lidze z udziałem Ministerstwa Obrony Ukrainy oraz struktur komercyjnych założono klub CSKA-Borysfen Boryspol. Drugi klub, który występował w Przejściowej Lidze otrzymał nazwę CSKA Kijów. CSKA-Borysfen Boryspol awansował do Pierwszej Lihi.
W sezonie 1996/97 nastąpił rozłam w klubie CSKA-Borysfen, wojskowi chcieli mieć własny klub w Wyższej Lidze. Klub zmienił nazwę na CSKA Kijów, a druga drużyna przyjęła nazwę CSKA-2 Kijów.
Wojsko nie było w stanie utrzymać klubu w Wyższej Lidze, więc w 2001 roku przekazał go miastu. Na bazie CSKA Kijów powstał Arsenał Kijów. Ale klub wojskowy nie zniknął. Druga drużyna CSKA-2 Kijów, która dalej występowała w Pierwszej Lidze, zmieniła nazwę na CSKA Kijów.

## Inne
- CSKA Kijów